# México en los Juegos Paralímpicos de Heidelberg 1972
México estuvo representado en los Juegos Paralímpicos de Heidelberg 1972 por siete deportistas masculinos. El equipo paralímpico mexicano no obtuvo ninguna medalla en estos Juegos.